# Hevenesi János
Hevenesi János (Érd, 1919. szeptember 5. – Budapest, 2017. július 25.) magyar katolikus pap, jezsuita szerzetes, egyházi író.

## Életpályája
Hevenesi János 1919-ben született, és 1937. augusztus 14-én lépett be a jezsuita rendbe. 1949-től a budapesti Manréza lelkigyakorlatos házban szolgált, 1950-től a Tolna megyei Medinán volt lelkész. 1952-től Szekszárdon, Ráckeresztúron, és Iváncsán sekrestyés, harangozó. 1957-től 1986-ig a pannonhalmi szociális otthon munkatársa. 1986-tól Leányfalun élt a lelkigyakorlatos ház igazgatóhelyetteseként, majd 1989-től Makkosmárián volt lelkész. 1992-1997 között ismét Leányfalun tartózkodott, ezúttal a lelkigyakorlatos ház igazgatójaként. 1997-től a budapesti Jézus szíve Templom lelkésze.
Papi jelmondata Loyolai Szent Ignác nyomán: „Akarj sokat szolgálni, tiszta szeretetből.” A saját hivatásáról (Mit jelent jezsuitának lenni?) pedig így számolt be: Hogy (Isten irgalmából!) jezsuita lehetek és vagyok, nagy ajándék: Jézus társaságában, Jézus társaként, élvezem sok-sok rendtársam Jézus Szívéből sugárzó szeretetét.

## Művei
- Akit keresztülszúrtak, Jézus Társasága Magyarországi rendtartománya, Bp., 1990, ISBN 9630280604, 197
- Ima és szolgálat. Az imaapostolság lelkisége és gyakorlata; összeáll. Bóday Jenő, Jancsó Imre, Hevenesi János; Korda, Kecskemét, 1995
- Erős lélek – törékeny testben. Berta Ferenc lelkipásztor élete, Korda Kiadó, Kecskemét, 1998, ISBN 963-9097-38-1, 39 p.
- Jézus Szíve lelkiség – mai szemmel; Szt. Gellért, Bp., 2005
- Megőrzöd életem. Bűnbánati zsoltárversek és újszövetségi lelkitükör; Jézus Társasága Magyarországi Rendtartománya, Bp., 2013 (Jezsuita könyvek. Jezsuita füzetek. Lelkiségi írások), ISBN 9789638014412, 78 p.

## Szerkesztett műve
- Akik Krisztus követségében járnak – A papi hivatásokért, Magyar Katolikus Püspöki Kar Hivatásgondozó Bizottsága, Budapest, 1981, ISBN 963-360-148-7, 342 p

## Hanganyag
- A Jézus szíve lelkiségről – Hevenesi János SJ. mixcloud.com. (Hozzáférés: 2006. június 23.)[halott link] (Bartók Tibor SJ kérdezi Hevenesi János jezsuita atyát a Jézus Szíve lelkiség aktualitásáról, mibenlétéről)